# Fiona Campbell
Fiona Margaret Campbell, po mężu Gray (ur. 10 maja 1929 w Hamilton, zm. 8 września 2005 w Thirsku) – brytyjska narciarka alpejska, uczestniczka zimowych igrzysk olimpijskich 1952 rozgrywanych w Oslo.

## Osiągnięcia

### Igrzyska olimpijskie
| Miejsce | Dzień     | Rok  | Miejscowość | Konkurencja   | Czas biegu  | Strata   | Zwyciężczyni         |
| ------- | --------- | ---- | ----------- | ------------- | ----------- | -------- | -------------------- |
| 36.     | 14 lutego | 1952 | Oslo        | Slalom gigant | 2:39.8 min. | +33.0 s. | Andrea Mead-Lawrence |
| 33.     | 27 lutego | 1952 | Oslo        | Zjazd         | 2:26.1 min. | +31.5 s. | Andrea Mead-Lawrence |